# ГЕС Фолсом
ГЕС Фолсом — гідроелектростанція у штаті Каліфорнія (Сполучені Штати Америки). Знаходячись між ГЕС Чилі-Бар (7 МВт, вище по сточищу) та ГЕС Німбус (13,5 МВт), входить до складу каскаду у сточищі Амерікан-Рівер, котра дренує західний схил гір Сьєрра-Невада та є лівою притокою річки Сакраменто (завершується у затоці Сан-Франциско).
У межах проекту річку перекрили бетонною гравітаційною греблею висотою 104 метри, довжиною 427 метрів та товщиною від 11 (по гребеню) до 82 (по основі) метрів, яка потребувала 895 тис. м3 матеріалу. З обох боків до неї прилягають земляні секції, крім того, для закриття сідловини на лівобережжі знадобилась допоміжна гребля Мормон-Айленд. Загальна довжина цих споруд та ще восьми дамб становить понад 8 км, а на їх зведення, окрім зазначеного вище бетону, знадобилось майже 10 млн м3 породи. Водосховище Фолсом має площу поверхні 46,3 км2 та максимальний об'єм 1246 млн м3 («мертвий об'єм» 111 млн м3), з якого 752 млн м3 зарезервовані на випадок повені.
Через водоводи діаметром по 4,7 метра ресурс зі сховища потрапляє у пригреблевий машинний зал, обладнаний трьома турбінами типу Френсіс загальною потужністю 198,7 МВт. Вони використовують напір у 91 метр та в 2017 році забезпечили виробітку 865 млн кВт-год електроенергії.